# Mediji v Črni gori
Mediji v Črni gori se nanašajo na množične medije s sedežem v Črni gori. Televizijo, revije in časopise upravljajo tako državne kot profitne družbe, ki so odvisne od oglaševanja, naročnin in drugih prihodkov, povezanih s prodajo. Ustava Črne gore zagotavlja svobodo govora. Kot država v tranziciji je medijski sistem Črne gore v fazi preoblikovanja.

## Glej tudi
- Turizem v Črni gori
- Arhitektura Črne gore
- Umetnost Črne gore